# Conchotopoda belcki
Conchotopoda belcki är en insektsart som beskrevs av Karsch 1887. Conchotopoda belcki ingår i släktet Conchotopoda och familjen vårtbitare. Inga underarter finns listade i Catalogue of Life.